# Bakertand
Bakertand is een buurtschap  in de gemeente Goirle in de Nederlandse provincie Noord-Brabant. Het ligt tussen Tilburg en Goirle.
Gedurende 20 jaar was de buurtschap tot in 2017 onderdeel van de gemeente Tilburg.
Dorpen: Goirle · Riel 

Buurtschappen: Abcoven · Bakertand · Boschkens · Brakel · Breehees · Looienhoek · Nieuwkerk · Spaansehoek · Vijfhuizen · Zandeind

Noord-Brabant: Steden en dorpen      Nederland: Provincies · Gemeenten